# Jonathan Richards
Jonathan Richards (* 31. März 1954 in Birmingham) ist ein ehemaliger britischer Segler.

## Erfolge
Jonathan Richards nahm an den Olympischen Spielen 1984 in Los Angeles in der Bootsklasse Flying Dutchman teil. Gemeinsam mit Peter Allam belegte er den dritten Platz hinter den US-Amerikanern William Carl Buchan und Jonathan McKee sowie Evert Bastet und Terry McLaughlin aus Kanada, womit er sich die Bronzemedaille sicherte. Zwei Jahre zuvor hatten Richards und Allam bei den Weltmeisterschaften den fünften Platz erreicht.